# نير والو
نير والو هي بلدية ريفية في جنوب موريتانيا، تقع في مقاطعة كيهيدي في ولاية كوركول.

## جغرافيا
تقع بلدية نير والو في الطرف الغربي من منطقة كوركول وتغطي مساحة 281 كم². يحدها من الشمال بلديتا جلوار وكانكي، ومن الشرق بلدية كيهيدي، ومن الجنوب نهر السنغال الذي يشكل الحدود مع السنغال، ومن الغرب بلدية باجودين.

### قرى البلدية
- ولوم نير: في عام 1997، كان للبروفيسور جاك غونزاليس، وهو طبيب فرنسي، مركزًا صحيًا بُني ووضع في الخدمة هناك لصالح جمعية Santé bien-être، لسكان منطقة الساحل وموريتانيا.

## تاريخ
تأسست نير والو كمدينة حسب المرسوم في 20 أكتوبر 1987.

## السكان
خلال التعداد العام للسكان والمساكن لعام 2000، كان عدد سكان نير والو حوالي 8 024 نسمة. وخلال عام 2013، بلغ عدد سكان البلدية موالي 10 366 نسمة، بمعدل نمو سنوي قدره 2,1 % على مدى 13 عامًا.

## اقتصاد
تعتبر الزراعة مركز اقتصاد المدينة، مثلها مثل جميع البلديات تقريبًا في المنطقة، لكنه هش بسبب الظروف المناخية أو قلة الإمكانيات للمزارعين، وللتعامل مع هذه المعوقات، تقوم الدولة أو المنظمات غير الحكومية المختلفة بتمويل المشاريع التي تعمل على تحسين الظروف المعيشية للسكان.
بها حديقة السوق، وهي حديقة لإنتاج الفواكه والخضروات والزهور على نطاق صغير كمحاصيل نقدية، وتربية الحيوانات، لتحسين الأمن الغذائي للسكان.